# Zatju
Zatju es el nombre dado por los antiguos egipcios a un pueblo que formó un pequeño estado en Nubia, en la parte entre la primera y la segunda cascada del Nilo. Su nombre significa 'tierra de los arcos' y se refiere a la pericia de los nubianos en el uso del arco.